# Sociedade Esportiva River Plate
|  | Per a altres significats, vegeu «River Plate (desambiguació)». |

La Sociedade Esportiva River Plate és un club de futbol brasiler de la ciutat de Carmópolis a l'estat de Sergipe.

## Història
El club va ser fundat el 18 d'agost de 1967. El club guanyà la Segona Divisió del Campionat sergipano l'any 2009, i tot seguit guanyà a la Primera Divisió el 2010 i el 2011. A nivell nacional participà en la Série D els anys 2010 i 2011.

## Palmarès
- Campionat sergipano:
  - 2010, 2011

- Campionat sergipano de Segona Divisió:
  - 2009